# حسینقلی قزل‌ایاغ
دکتر حسینقلی قزل‌ایاغ (۱۲۵۴ - ۱۳۳۶) پزشک، نویسنده و نماینده مجلس شورای ملی بود. 
پدرش قربان خان نام داشت. در مدرسه طب دارالفنون تحصیل کرد و به طبابت مشغول شد. چندی نیز در فرانسه ادامه تحصیل داد. هنگام نهضت مشروطیت، به مشروطه‌خواهان یاری رساند و با آنها حشر و نشر داشت و به‌تدریج در محافل اجتماعی و سیاسی تهران اسم و رسمی پیدا کرد و با بزرگان و سیاستمداران محشور و نزدیک شد.  در انتخابات دوره سوم مجلس شورای ملی در سال ۱۲۹۳ خورشیدی از سمنان و دامغان به نمایندگی انتخاب و در مجلس به فرقه اعتدالیون ملحق شد. این دوره مجلس با پیشروی ارتش روسیه بسوی تهران، پس از یک سال تعطیل شد.
در سال ۱۳۰۶ که علی‌اکبر داور پس از رسیدن به وزارت عدلیه، تشکیلات محاکم را به هم ریخت و دادگستری نوین را پایه گذاشت، دکتر قزل ایاغ را به همکاری دعوت کرد و ریاست پزشکی قانونی را به او سپرد.  او در سال ۱۳۱۱ بار دیگر به نمایندگی از سمنان و دامغان انتخاب شد و به مجلس رفت (دوره نهم) و تا دوره دوازدهم این کرسی را حفظ کرد. 
دکتر قزل‌ایاغ در سال ۱۳۳۴ نزدیک به پانصد جلد از کتابهای طبی خود را به کتابخانه مجلس اهدا کرد. تالیفاتی نیز در رشته پزشکی از خود باقی گذاشت. از جمله: پزشکی قانونی، حفظ الصحه عملی یا کلید صحت، دستور مادران جوان و سوزاک. مقالاتی نیز از او در مجله یغما به چاپ رسیده است.